# Diaspora (社交网络)
Diaspora（常写作diaspora*，之前常写作DIASPORA*）是基于Diaspora软件的用户自有分佈式社交网络，為非牟利機構。
Diaspora由一组独立拥有节点（称为pods）组成，互相操作形成网络。截至2014年三月已有超过一百万注册账户。
此社交网络并非任何一人所有，亦不受制于企业或通过广告支持。2011年九月，开发者说：“……我们的分布式设计意味着没有大企业可以控制Diaspora(流散）。Diaspora*绝不会出售您的生活隐私给广告服务商，您不必遵守别人的任何规则或在说话前有所顾虑。”
Diaspora软件由Diaspora基金会负责开发，此基金会是自由软件支持网络（FSSN）一部份。FSSN由伊本·莫格林和自由软件法律中心共同维护。FSSN作为一个伞式组织，管理Diaspora的开发、商标、经济和法律资产。

## 技术
Diaspora社交网络基于一系列叫pods的网络节点，托管于很多个人和机构。此网络的每个节点作为一个Diaspora副本的主机，充当个人网络服务器。该网络的用户可以选择在自己的计算机上管理一个节点或在节点创建帐号，并在自己的节点上和其他的节点通信。
Friendica也是Diaspora社交网络的一个部份，通过Friendica Diaspora connector和Diaspora保持连接。

## 特性
Diaspora用户的数据归用户本人所有，但不能转让所有权。允许用户下载其上载的一切图像和文字资料。允许用户按照“公开”（public）或“有限”（limited）的方式发帖（post）。在后一情况，只有进入某一分组（aspects）的人可阅读帖文。每个新帐户有数个预设分组，但也可按喜好調整。
与其它社交网络不同，本社交网络可在没有加为好友的情况下接受另一用户的公开帖。用户也可发起称作对话（conversations）的私聊。用户可通过aspect过滤信息流。
开发者认严格的分佈式的特性是本软件成功的关键：

Diaspora的分布式设计是其设计的重要部分。就像互联网本身，Diaspora*不在任何地方，不是由任何实体（包括我们）控制。我们创建的这个软件可以让你在自己的伺服器（"pod"）创建你自己的社交网络，而你自己创建的社交网络又可以和和更大的Diaspora*的生态系统中。你的pot可以只给自己用，也可以和朋友或家人分享，它让你能够完全地控制你自己的社交信息，以及如何分享这些信息，这些信息包括身份信息、帖文和相片。或许你可以仅仅简单地……在开放的pod注册。 
在ISIS的宣传部门遭Twitter封鎖之后，Diaspora的分佈式设计吸引了他们。随后，Diaspora的开发者发表一份声明，敦促用户举报不良内容，但由于软件的设计，封鎖这些内容，必须得到pod管理员同意，否则无法完成。
Diaspora受到美国全国公共广播电台关注，因为他们的政策允许使用化名，正好与Facebook相反。
Diaspora的帖文可以包含主题标签和“提及”（在用户名前面加“@”）。用户可以为帖文上传照片，并且可以使用Markdown排版。帖文可传递到Facebook、Twitter和Tumblr的关联帐号。Diaspora*支持嵌入来自YouTube、Vimeo和很多的其他网站的媒体，并支持OpenGraph预览。

## 历史

### 起初
2010年，Diaspora项目由Ilya Zhitomirskiy、Dan Grippi、Max Salzberg和Raphael Sofaer四名纽约大学科朗数学研究所学生建立，取名自希腊文“diaspora”（流散）。

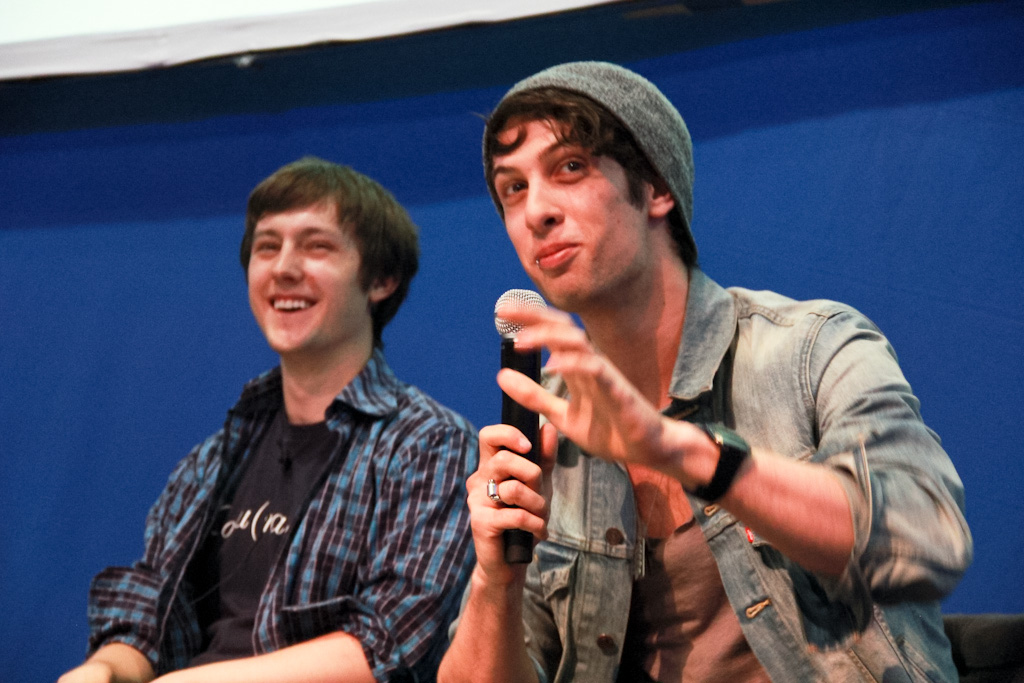
Ilya Zhitomirskiy和Daniel Grippi（2011）

在听完2010年二月5日的哥伦比亚法学院的教授伊本·莫格林的演讲并倍受激励后，Grippi、Salzberg、Sofaer和Zhitomirskiy开始这项目。在他的演讲中，他讲述了互联网协会的纽约章节，“自由在云端”，莫格林说中心式社交网络“监视自由”在一次纽约时报的采访中，Salzberg说“当你放弃了这些数据，你就永远放弃了它……他们给我们的价值是或许可以因为它们的大小而被忽略，然而我们正在放弃的是我们所有的隐私。”Sofaer说，“我们不再需要把我们的信息传给一个中心。实现facebook的用户的功能不是什么难事。所有小游戏，小墙，小聊天，并不真的是罕见的事物。技术已经存在”然而，Salzberg曾说过：“Facebook并不是我们要模仿的”。
这小组定通过创建分佈式社交网络来解决此问题。为了获得必要的资金，项目在2010年四月廿四日在群众募资网站Kickstarter出爐。该项目刚启动的前39天，被分配去筹集一萬美金，这是估计这个项目所需要的金额；然而目标早在第十二天就达到了；最终收集到来自6千支援者的20萬美金，并使之成为第二成功的Kickstarter项目。Grippi说：“我们震惊了。出于某种奇怪的原因，大家也都同意这整个隐私的事情。”在Facebook首席执行官马克·扎克伯格也贡献了数额不详的资金，他说：“我捐，我认为这是一个很酷的想法。”
“Diaspora正在尝试摧毁那个可以完全控制的网络”Sofaer在谈及Diaspora的地位时说。

### 发展
纽约大学的教师和数字媒体研究员Finn Brunton，于2010年五月开始从事Diaspora软件的开发，他认为他们的方式是“传统的极客意义上的产品：披萨、拉面和在桌子下睡觉的家伙，因为这是十分振奋人心和富挑战性。”开发者预览版在九月十五日发表并受到了对许多安全性的漏洞的批评。
Diaspora第一个pod在十一月二十三日由开发团队启动，并作为私密的、个人专属的alpha测试版本。
2010年十月，ReadWriteWeb说这项目是他们的“2010年的十佳启动项目”，并说“Diaspora更清楚展现了众筹力量，并且还提供了保证社交网站不集中在一家公司的方法”。2011年一月7日Black Duck软件评论因为“私密使用、个人控制、自己搞定的开源社交网络”的特性使得该项目成为2010年开源新秀之一。
2011年十一月，尽管本社交网络及其软件还在alpha阶段，《自由软件杂志》的Terry Hancock将它描述成“已经对某些使用意图是可用的了”。虽然它支持文本、图片（包括GIF动态图）以及链接，但是它仍旧缺乏一些特性，比如链接预览、上传和嵌入影片（虽然影片可以链接方式展现）以及聊天。
在本社交网络发佈之后，许多其他社交网络也出现了本社交网络的一些特性。2011年九月，开发者注意到了诸如Google+的社交圈（circles）（就像Diaspora的aspects）（a version of Diaspora's aspects）以及Facebook的一系列新的用户隐私控制系统。他们说：“我们不能帮忙，但是我们很高兴这些东西冲击了我们的已有产品”。谷歌大力借鉴了Diaspora是Zhitomirskiy引以为傲的事，虽然谷歌否定了Diaspora影响了他们的设计。
2011年十月，Diaspora宣佈开始筹集新一轮资金。Maxwell Salzberg说：“现在的重点是建立一些我们社区想要用，而且可改变我们的用户的生活的东西。在未来，我们会继续和我们的社区一道，研究如何能够让Diaspora*自养地运作”数日后，他们筹集到的45,000美金，而Diaspora的PayPal账户遭冻结，并且没有给出理由。在众多的抱怨声以及对法律措施的警告，Paypal解冻了该账户并进行了道歉，但还是没有给出说明。事故促进了开发者对其他的付款账户提供者的使用，包括Stripe和比特币。
Diaspora项目网站于2011年九月二十九日开始运作。它对外公布的任务是“建立一个新的、更好的社交网站，就是那种100%由你和其他diaspora人（Diasporans）拥有的”
2011年十一月十二日，合作创始人Zhitomirskiy在二十二岁自杀，据报和Diaspora的压力有关。Zhitomirskiy母亲Inna Zhitomirskiy说：“我深信倘若Ilya没有开始这项目而留在学校，他会很好地活到现在。”
2012年二月，开发者写下了呈现出改变这个项目工作中心的研究。他们开始想要让Diaspora的用户和世界各地的不认识的人交流，不像传统社交网站上只与自己现实生活认识的人交流。传统社交媒体主要用来交流用户自己琐碎的日常小事，而Diaspora却是用来交流自己的主意和社会原因。所以，本项目变为beta状态，开发者决定要改变它的接口，以便使之更好地适应复杂的问题上的更长的对话。
2012年八月，剩余的创建者正式地将本项目交付予社区。自此，社区完全掌控Diaspora的开发和管理。社区开发团队开始创建标准版软件发布，以作为进一步开发的基础。这创建了软件语义化版本编号的基础，改进了pod之间的数据结构，并允许越多越好的志愿者为本项目创建代码。本项目亦同时吸收了Loomio平台以允许民主的小组决定。

### 开始獲广泛接受
在2011年九月14日，《自由软件杂志》的Terry Hancock在他的文章《为什么你应当在此时加入Diaspora，就像你的自由取决于它》中支持Diaspora网络已经足够好得可以用于流用途。他说出了支持人们注册的原因：:
带着对那些控制着「社交网站」者的担忧（我们之前已在《自由软件杂志》讨论了當中幾個问题）——就是Google+的姓名政策和其他私隐问题，Facebook可疑的道德标准和被控制的网络的从头到脚的危险。我认为，一个更去中心化、更民主、更开放、更自由的解决方案会在在个人互联网自由的兴趣中成功。而且對我來講，雖然它现在还未“准备好”，但Diaspora是这方案必要的一部份，所以我现在支持它。 
在2011年十一月14日，Suw Charman-Anderson在firstpost.com写下来，如何促进（与Zhitomirskiy之死有关）开发进度减缓：

然而，用户数就是个关键分別。Google+有四千万用户而Diaspora只有18萬，一部份原因是伺服器仍在alpha测试版。这可能会在长期的运行以及更多的时间建立社区支持中促进Diaspora进步。经验告诉我们，网络社群增长过快會變得支離破碎，不同圈子对行为準則有不同立場而起争議互相激怒。 
Diaspora獲2011年Mashable.com奖项提名为“最好的社交网络”。